# Ципреи
Ципре́и, или каури (англ. cowry, cowrie), или ужовки, или фарфорки (лат. Cypraea) — род морских брюхоногих моллюсков из семейства каури (Cypraeidae).
Раковины инволютные (последний оборот раковины закрывает все предыдущие), длиной от 5 до 150 мм. Спиральная форма слабо выражена или отсутствует. Имеется одна большая полость с узким щелевидным устьем. У раковин ципрей выделяют спинную (верхнюю), базовую (нижнюю) поверхность, а также базальный (боковой) край и срединную полоску, расположенную вертикально в центре спинной поверхности. Устье раковины обычно покрыто выраженными зубчатыми выростами.

## Раковины ципрей в качестве денег
Раковины видов каури-монета (Monetaria moneta) и Monetaria annulus  использовались в качестве валюты.

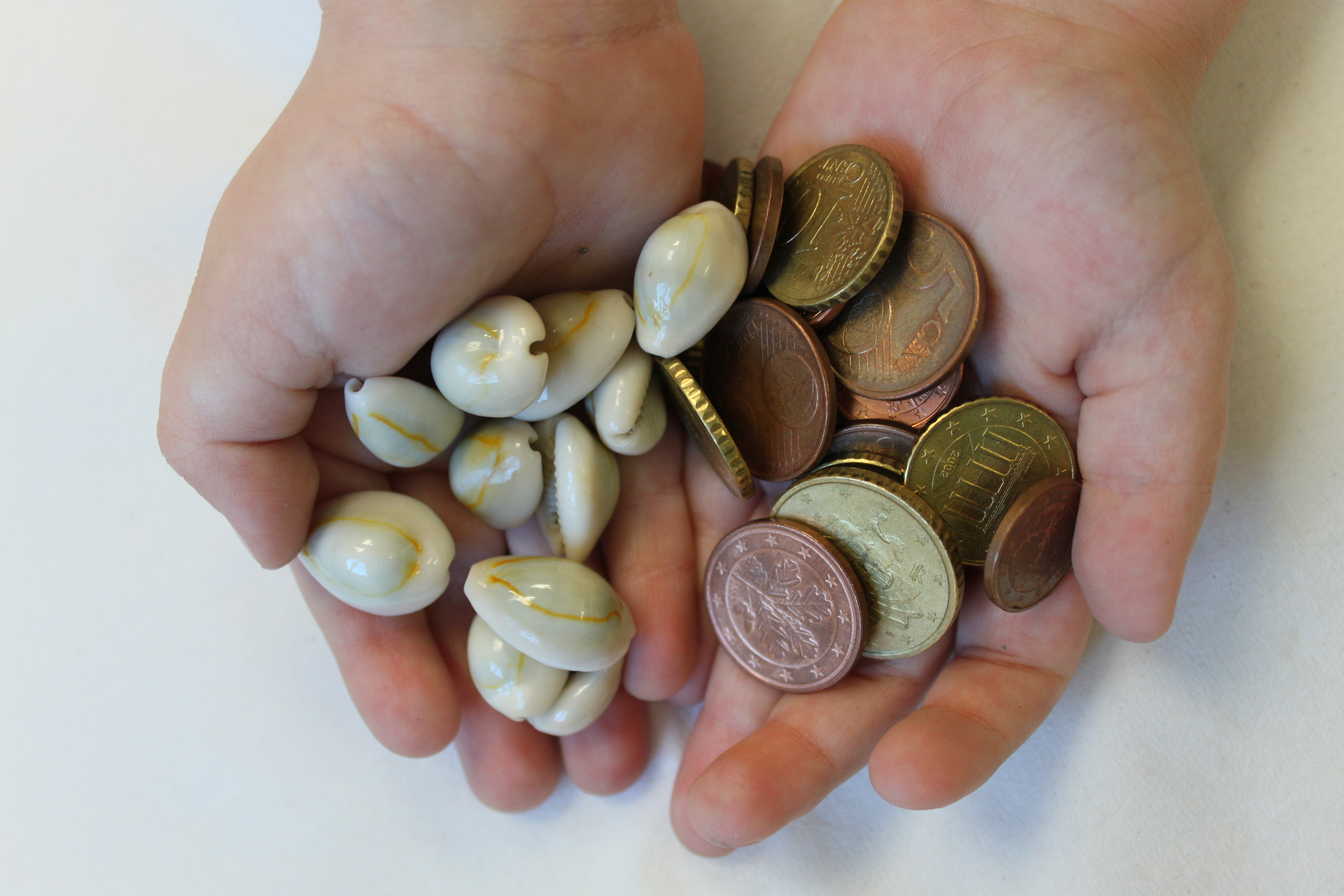
Раковины рядом с монетами евроцентов

Впервые использовать каури в качестве денег стали в Китае 3500 лет назад. Со временем они были заменены медными монетами, но в провинции Юньнань каури в качестве средства оплаты сохранились до конца XIX века. Из Китая каури попали в Японию, Корею, Индию, Таиланд, Филиппины. В Индии наибольшего распространения каури достигли в IV—VI веках и сохранились до середины XIX века. На Филиппинах они были заменены медными монетами только к 1800 году.
Почвой для быстрого распространения каури в Африке стало развитие работорговли в начале XVI века. Португальские, голландские и английские купцы скупали каури в Индии, а затем продавали их в Гвинее за двойную-тройную цену. Торговые операции с каури на территории Центральной и Западной Африки в то время достигли огромных масштабов.
В Азербайджане каури в качестве денег использовались до XVII века. В XII—XIV веках на Руси, в безмонетный период, каури также служили деньгами и носили название ужовок, жерновков, змеиных головок. В Сибири они сохраняли функции денег до начала XIX века. Раковины каури часто находят при раскопках в новгородских и псковских землях в погребениях. В начале XX века в качестве денег использовались на Цейлоне, во многих районах Индии, Индонезии, Китая, на восточных и западных берегах Африки. Каури представляли собой незначительную стоимость, и для торговых операций их требовалось большое количество, поэтому их нанизывали на шнурки или складывали в мешки. В Индии в XIX веке несколько тысяч каури равнялись одной рупии.
Со 2 октября 1972 по 1986 год название «каури» носила разменная денежная единица Гвинеи (1⁄100 гвинейского сили).

## Виды
Род включает в себя следующие виды:

| - Cypraea achatidea Sowerby, 1837 - Cypraea acicularis Gmelin, 1791 - Cypraea aenigma Lorenz, 2002 - Cypraea albuginosa Gray, 1825 - Cypraea alexhuberti Lorenz & Huber, 1999 - Cypraea algoensis Gray, 1825 - Cypraea amphitales Melvill, 1888 - Cypraea androyensis Blocher & Lorenz, 1999 - Cypraea angelicae Clover, 1974 - Cypraea angioyorum Biraghi, 1978 - Cypraea angustata Gmelin, 1791 - Cypraea annettae Dall, 1909 - Cypraea annulus Linnaeus, 1758 - Cypraea arabica Linnaeus, 1758 - Cypraea arabicula Lamarck, 1810 - Cypraea argus Linnaeus, 1758 - Cypraea armeniaca Verco, 1912 - Cypraea artuffeli Jousseaume, 1876 - Cypraea asellus Linnaeus, 1758 (синоним Palmadusta asellus) - Cypraea aurantium Gmelin, 1791 - Cypraea barbieri Raybaudi, 1986 - Cypraea barclayi Reeve, 1857 - Cypraea beckii Gaskoin, 1836 - Cypraea bernardi Richard, 1974 - Cypraea bistrinotata Schilder & Schilder, 1937 - Cypraea boivinii Kiener, 1843 - Cypraea boucheti Lorenz, 2002 - Cypraea bregeriana Crosse, 1868 - Cypraea brevidentata Sowerby, 1870 - Cypraea broderipii Sowerby, 1832 - Cypraea camelopardalis Perry, 1811 - Cypraea capensis Gray, 1828 - Cypraea capricornica Lorenz, 1989 - Cypraea caputdraconis Melvill, 1888 - Cypraea caputserpentis Linnaeus, 1758 (синоним Erosaria caputserpentis) - Cypraea carneola Linnaeus, 1758 - Cypraea castanea Higgins, 1868 - Cypraea catholicorum Schilder, 1938 - Cypraea caurica Linnaeus, 1758 - Cypraea cernica Sowerby, 1870 - Cypraea cervinetta Kiener, 1843 - Cypraea cervus Linnaeus, 1771 - Cypraea chiapponii Lorenz, 1999 - Cypraea chinensis Gmelin, 1791 - Cypraea cicercula Linnaeus, 1758 - Cypraea cinerea Gmelin, 1791 - Cypraea citrina Gray, 1825 - Cypraea clandestina Linnaeus, 1767 - Cypraea cohenae Burgess, 1965 - Cypraea colligata Lorenz, 2002 - Cypraea coloba Melvill, 1888 - Cypraea comptonii Gray, 1847 - Cypraea connelli Liltved, 1983 - Cypraea contaminata Sowerby, 1832 - Cypraea controversa Gray, 1824 - Cypraea coronata Schilder 1930 - Cypraea coxeni Cox, 1873 - Cypraea cribraria Linnaeus, 1758 - Cypraea cruickshanki Kilburn, 1972 - Cypraea cumingii Sowerby, 1832 - Cypraea cylindrica Born, 1778 - Cypraea dayritiana Cate, 1963 - Cypraea decipiens Smith, 1880 - Cypraea declivis Sowerby II, 1870 - Cypraea deforgesi Lorenz, 2002 - Cypraea depressa Gray 1824 - Cypraea diauges Melvill 1888 - Cypraea dillwyni Schilder 1922 - Cypraea diluculum Reeve, 1845 - Cypraea eburnea Barnes, 1824 - Cypraea edentula Gray, 1825 - Cypraea eglantina Duclos, 1833 - Cypraea eludens Raybaudi, 1991 - Cypraea englerti Summers & Burgess, 1965 | - Cypraea erosa Linnaeus, 1758 - Cypraea errones Linnaeus, 1758 - Cypraea erythraeensis Hedley, 1837 - Cypraea esontropia Duclos, 1833 - Cypraea exmouthensis Melvill, 1888 - Cypraea exusta Sowerby I, 1832 - Cypraea fallax Smith, 1881 - Cypraea felina Gmelin, 1791 - Cypraea fernadoi Cate, 1969 - Cypraea fimbriata Gmelin, 1791 - Cypraea friendii Gray, 1831 - Cypraea fuscodentata Gray, 1825 - Cypraea fuscorubra Shaw, 1909 - Cypraea gangranosa Dillwyn, 1817 - Cypraea garciai Lorenz & Raines, 2001 - Cypraea gaskoini Reeve, 1846 - Cypraea gilvella Lorenz, 2002 - Cypraea globulus Linnaeus, 1758 - Cypraea goodalli Sowerby I, 1832 - Cypraea gracilis Gaskoin, 1849 - Cypraea granulata Pease, 1862 - Cypraea guttata Gmelin, 1791 - Cypraea hammondae Iredale, 1939 - Cypraea hartsmithi Schilder, 1967 - Cypraea helvola Linnaeus, 1758 (синоним Erosaria helvola) - Cypraea histrio Gmelin, 1791 - Cypraea isabella Linnaeus, 1758 - Cypraea isabellamexicana Stearns, 1893 - Cypraea kieneri Hidalgo, 1906 - Cypraea leucodon Broderip, 1828 - Cypraea leviathan Schilder & Schilder, 1937 - Cypraea limacina Lamarck, 1810 - Cypraea lynx Linnaeus, 1758 - Cypraea maculifera Schilder, 1932 - Cypraea mappa Linnaeus, 1758 - Cypraea margarita Dillwyn, 1817 - Cypraea mariae Schilder, 1927 - Cypraea mauiensis Burgess, 1967 - Cypraea mauritiana Linnaeus, 1758 - Cypraea microdon Gray, 1758 - Cypraea minoridens Melvill, 1901 - Cypraea mus Linnaeus, 1758 - Cypraea nigropunctata Gray, 1828 - Cypraea nucleus Linnaeus, 1758 - Cypraea ocellata Linnaeus, 1758 - Cypraea onyx Linnaeus, 1758 - Cypraea oweni Sowerby, 1837 - Cypraea pantherina Solander in Lightfoot, 1786 - Cypraea picta Gray, 1824 - Cypraea poraria Linnaeus, 1758 - Cypraea propinqua Garrett, 1879 - Cypraea pulchra Gray, 1824 - Cypraea robertsi Hidalgo, 1906 - Cypraea schilderorum Iredale, 1939 - Cypraea spadicea Swainson, 1823 - Cypraea spurca Linnaeus, 1758 - Cypraea staphylaea Linnaeus, 1758 - Cypraea stercoraria Linnaeus, 1758 - Cypraea surinamensis G. Perry, 1811 - Cypraea talpa Linnaeus, 1758 - Cypraea teres Gmelin, 1791 - Cypraea testudinaria Linnaeus, 1758 - Cypraea tessellata Swainson, 1822 - Cypraea tigris Linnaeus, 1758 - Cypraea ventricullis Lamarck, 1810 - Cypraea venusta Sowerby, 1847 - Cypraea vitellus Linnaeus, 1758 - Cypraea vredenburgi Schilder, 1927 - Cypraea walkeri Sowerby I, 1832 - Cypraea xanthodon Sowerby I, 1832 - Cypraea zebra Linnaeus, 1758 - Cypraea ziczac Linnaeus, 1758 - Cypraea zonaria Gmelin, 1791 |